# Yangzi (köpinghuvudort i Kina, Jiangxi Sheng, lat 29,64, long 116,60)
Yangzi är en köpinghuvudort i Kina. Den ligger i provinsen Jiangxi, i den sydöstra delen av landet, omkring 130 kilometer nordost om provinshuvudstaden Nanchang. Antalet invånare är 29 493. Befolkningen består av 14 255 kvinnor och 15 238 män. Barn under 15 år utgör 21,0 %, vuxna 15-64 år 70 %, och äldre över 65 år 8,0 %.
Runt Yangzi är det ganska tätbefolkat, med 248 invånare per kvadratkilometer. Närmaste större samhälle är Xiejiatan, 20,0 km sydost om Yangzi. I omgivningarna runt Yangzi växer i huvudsak blandskog.
Genomsnittlig årsnederbörd är 2 323 millimeter. Den regnigaste månaden är maj, med i genomsnitt 364 mm nederbörd, och den torraste är oktober, med 68 mm nederbörd.